# Sénat (Palaos)
Pour les autres articles nationaux ou selon les autres juridictions, voir Sénat.
12e législature
Capitole des Palaos
Le Sénat (en paluan : Blai ra Senate ; en anglais : Senate) est la chambre haute du Congrès national, le parlement bicaméral des Palaos. La Chambre des délégués constitue quant à elle la chambre basse.

## Système électoral
Le Sénat est composé de 13 sièges pourvus pour quatre ans au scrutin majoritaire plurinominal dans une seule circonscription nationale. Chaque électeur dispose de 13 voix qu'ils distribue à autant de candidats qu'il le souhaite, à raison d'une voix par candidat. Après décompte des suffrages, les 13 candidats arrivés en tête sont élus. 
La Constitution ne précise pas le nombre de sénateurs. Le Congrès révise tous les 8 ans la carte électorale et l'attribution des sièges de sénateurs en fonction de la répartition de la population. Le nombre de sénateurs peut donc fréquemment changer. En 1981, le sénat était composé de 18 membres, avant une réduction  à 14 en 1984. En 2000, le nombre de sénateurs chuta à 9, remonta à 13 en 2008, puis retomba à 11 en 2016. Les citoyens peuvent contester la répartition des sièges par le Congrès devant la Cour suprême.
Il n'y a pas de parti politique aux Palaos. Les candidats aux élections sont par conséquent tous indépendants, faisant du pays une démocratie non partisane.

## Liste des présidents
L'actuel président est Hokkons Baules (en).
|                        | Nom                                   | Période                                                  |
| ---------------------- | ------------------------------------- | -------------------------------------------------------- |
| 1re Olbiil Era Kelulau | Kaleb Udui                            | 1981 - 1984                                              |
| 2e Olbiil Era Kelulau  | Isidoro Rumitch Joshua Koshiba (en)   | Janvier 1985 - octobre 1986 Octobre 1986 - décembre 1988 |
| 3e Olbiil Era Kelulau  | Joshua Koshiba (en) Isidoro Rumich    | 1989 - 1991 1991 - 1992                                  |
| 4e Olbiil Era Kelulau  | Peter Sugiyama (en)                   | 1993 - 1996                                              |
| 5e Olbiil Era Kelulau  | Isidoro Rudimch Seit Andres           | Février 1997 - août 1999 Septembre 1999 - décembre 2000  |
| 6e Olbiil Era Kelulau  | Seith Andres                          | 2001 ? - 2004 ?                                          |
| 7e Olbiil Era Kelulau  | Johnny Rekai                          | 2005 - 2007                                              |
| 8e Olbiil Era Kelulau  | Surangel S. Whipps (en) Mlib Tmetuchl | 25 avril 2007 - 15 janvier 2009 - 16 janvier 2013        |
| 9e Olbiil Era Kelulau  | Elias Camsek Chin                     | 16 janvier 2013 - 19 janvier 2017                        |
| 10e Olbiil Era Kelulau | Hokkons Baules (en)                   | 19 janvier 2017 - 21 janvier 2021                        |
| 11e Olbiil Era Kelulau | Hokkons Baules (en)                   | 21 janvier 2021 - 16 janvier 2025                        |
| 12e Olbiil Era Kelulau | Hokkons Baules (en)                   | Depuis le 16 janvier 2025                                |